# Gilio di Pietro
Gilio di Pietro (... – Siena, 1261) è stato un pittore italiano attivo a Siena tra il 1247 e il 1261, data della sua morte.

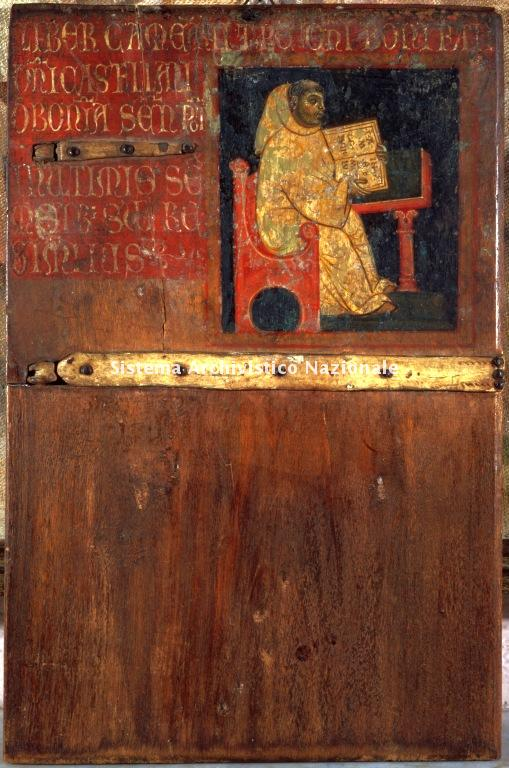
Gilio di Pietro, Tavoletta di Biccherna (1258)

L'unica opera che ci è pervenuta è la sua tavoletta di Biccherna della seconda metà del 1258, la più antica conservata.
Luciano Bellosi gli ha recentemente (1998) attribuito le opere del maestro anonimo pisano chiamato Maestro dei Santi Cosma e Damiano.
A seguito di questa tesi, Pietro di Gilio deve essere considerato come un pittore della scuola senese o un pittore pisano attivo a Siena.

## Biografia
Gilio di Pietro (Maestro Gilio di Pietro) fu pagato cinque soldi per una tavoletta di Biccherna per la raccolta dei documenti del secondo semestre del 1258, pagamento registrato nella documentazione ufficiale (Biccherna 28, e, 3v).
Pertanto è probabile che Massarello di Giglio, documentato dal 1291 al 1339, e anch'egli realizzatore di tavolette di Biccherna - possa essere suo figlio.

## La tavoletta di Biccherna (1258)
L'illustrazione è ridotta al quarto superiore destro del pannello, la metà inferiore della superficie della tavoletta non è verniciata perché vi è stata applicata la cinghia per chiudere la copia.

Rappresenta il camarlengo Frate Ugo, monaco di San Galgano, come indicato dal testo a sinistra e sopra l'illustrazione: 
 
Frate Ugo prestò servizio come camarlengo per diversi semestri consecutivi, dal gennaio 1257 al dicembre 1259, e ancora dal giugno 1260 fino al 1262 circa ed era il principale responsabile per affidare a un pittore la decorazione e l'illustrazione delle tavolette di Biccherna, utilizzate per legare i manoscritti contabili. La prima tavoletta illustrata, ordinata a un certo Bartolomeo è andata perduta, così come quelle dei due semestri successivi, e pertanto quella del 1258 è la più antica che ci sia pervenuta. La data è confermata dal testo visibile sulle pagine aperte del libro che il camarlengo tiene in mano, dove, con qualche difficoltà, è ancora possibile decifrare: 
Il restauro recente ha confermato la presenza dell'ultima cifra, ridotta a causa di un piccolo spazio vuoto.

## Maestro dei Santi Cosma e Damiano?

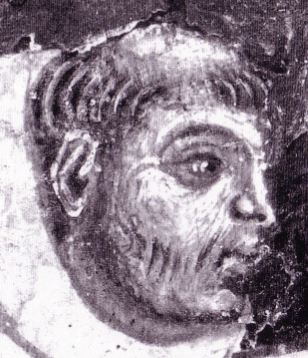
Tavoletta di Biccherna (1258), dettaglio del volto di Frate Ugo
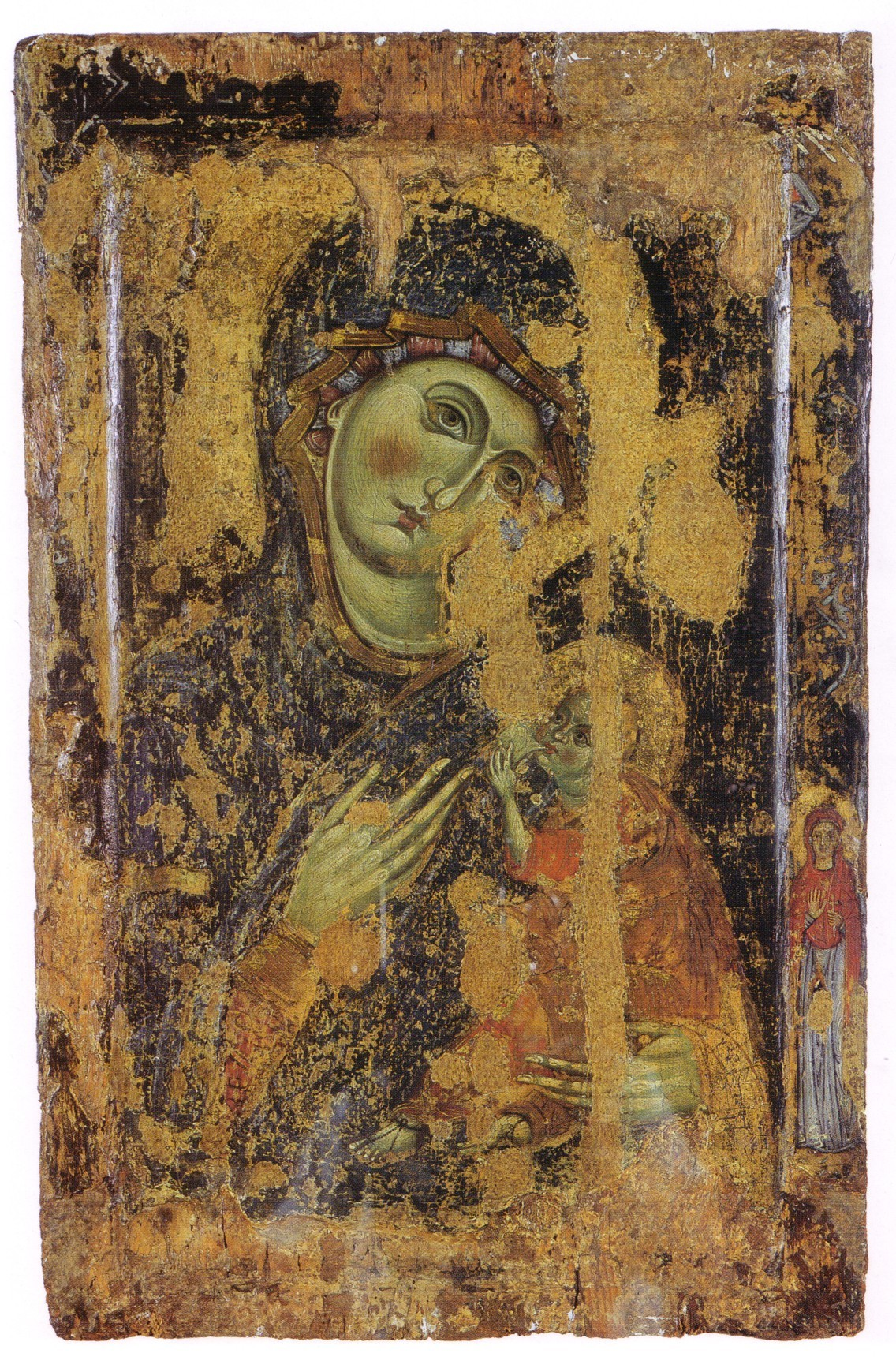
Maestro dei Santi Cosma e Damiano, Madonna di Pisa, Santi Cosma e Damiano
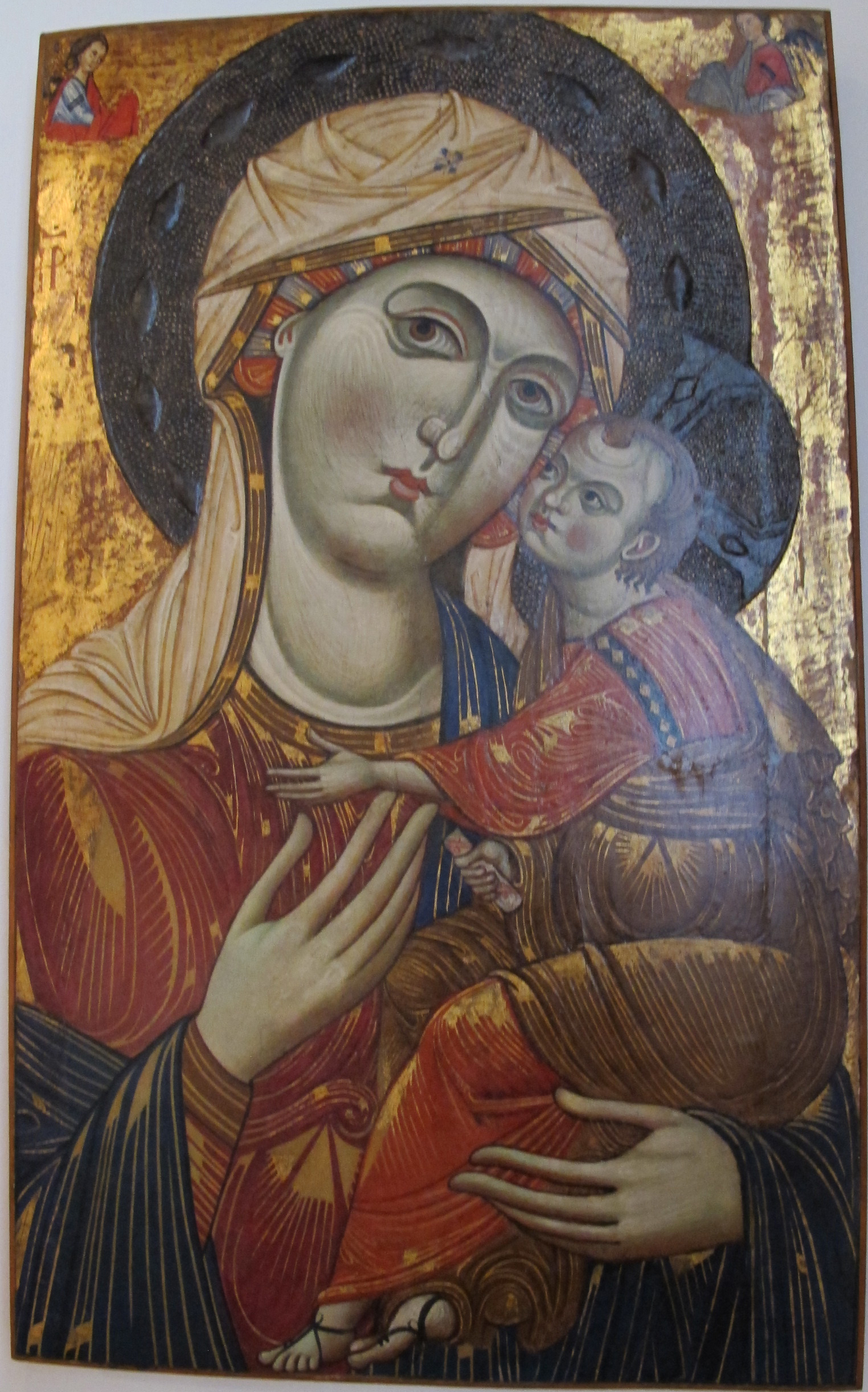
Maestro dei Santi Cosma e Damiano, Madonna dei Mantellini, Siena, San Niccolò del Carmine

Luciano Bellosi studiando in dettaglio il volto del camarlengo, e confrontandolo con le opere del Maestro dei Santi Cosma e Damiano, la Madonna Mantellini in particolare, ha notato delle caratteristiche (la macchia rossa sulle guance, degradata in striature irradiate, un sopracciglio segnato e circondato, quasi geometrico, i due filamenti bianchi sul lato dell'occhio che scendono in una curva parallela dopo aver sollevato la rotondità dello zigomo e infine la pupilla circondata da cerchi concentrici bianchi differenziati) dello stile del Maestro dei Santi Cosma e Damiano. Tuttavia, questa identificazione non è accettata all'unanimità dagli storici dell'arte.

## Opera
- Frate Ugo, monaco di San Galgano, camarlingo, Tavoletta di Biccherna (1258), 35 x 24 cm., Siena, n. 1 della collezione dell'Archivio di Stato di Siena[3].